# Unterseeboot 1001
L'Unterseeboot 1001 ou U-1001 est un sous-marin allemand (U-Boot) de type VIIC/41 utilisé par la Kriegsmarine pendant la Seconde Guerre mondiale.
Le sous-marin fut commandé le 14 octobre 1941 à Hambourg (Blohm + Voss), sa quille fut posée le 31 décembre 1942, il fut lancé le 6 octobre 1943 et mis en service le 18 novembre 1943, sous le commandement de l'Oberleutnant zur See Ernst-Ulrich Blaudow.
L'U-1001 n'endommagea ou ne coula aucun navire au cours des six patrouilles (172 jours en mer) qu'il effectua.
Il fut coulé par la Royal Navy dans l'Atlantique Nord, en avril 1945.

## Conception
Unterseeboot type VII, l'U-1001 avait un déplacement de 769 tonnes en surface et 871 tonnes en plongée. Il avait une longueur hors-tout de 67,10 m, un maître-bau de 6,20 m, une hauteur de 9,60 m et un tirant d'eau de 4,74 m. Le sous-marin était propulsé par deux hélices de 1,23 m, deux moteurs diesel Germaniawerft M6V 40/46 de 6 cylindres en ligne de 1 400 cv à 470 tr/min, produisant un total de 2 060 à 2 350 kW en surface et de deux moteurs électriques Brown, Boveri & Cie GG UB 720/8 de 375 cv à 295 tr/min, produisant un total 550 kW, en plongée. Le sous-marin avait une vitesse en surface de 17,7 nœuds (32,8 km/h) et une vitesse de 7,6 nœuds (14,1 km/h) en plongée. Immergé, il avait un rayon d'action de 80 milles marins (150 km) à 4 nœuds (7,4 km/h ; 4,6 milles par heure) et pouvait atteindre une profondeur de 230 m. En surface son rayon d'action était de 8 500 milles nautiques (soit 15 700 km) à 10 nœuds (19 km/h).
L'U-1001 était équipé de cinq tubes lance-torpilles de 53,3 cm (quatre montés à l'avant et un à l'arrière) et embarquait quatorze torpilles. Il était équipé d'un canon de 8,8 cm SK C/35 (220 coups), d'un canon antiaérien de 20 mm Flak et d'un canon 37 mm Flak M/42 qui tire à 15 350 mètres avec une cadence théorique de 50 coups par minute. Il pouvait transporter 26 mines TMA ou 39 mines TMB. Son équipage comprenait 4 officiers et 40 à 56 sous-mariniers.

## Historique
Il reçut sa formation de base au sein de la 31. Unterseebootsflottille jusqu'au 31 juillet 1944, il intégra sa formation de combat dans la 8. Unterseebootsflottille puis dans la 5. Unterseebootsflottille à partir du 16 février 1945.
Au cours de ses 6 patrouilles de guerre, l'U-1001 navigue en mer du Nord et en mer Baltique, sans succès.
Le 21 septembre 1944, lors de sa troisième patrouille, l'U-1001 mouille 15 mines TMB près de Porkkala, en mer Baltique. Aucun bâtiment n'est signalé endommagé ou coulé par ces mines.
Le lendemain, l'U-1001 recueille treize naufragés allemands dans la Baltique, ils sont débarqués le 2 octobre à Libau.
Le 29 octobre 1944, au cours de sa quatrième patrouille, l'U-1001 accueille deux malades de l'U-958 et de l'U-475, en mer Baltique.
Appelé en renfort dans la Manche début 1945, l'U-1001 est équipé d'un Schnorchel en février 1945.
Alors qu'il est en route vers sa zone opérationnelle le 8 avril 1945, l'U-1001 est localisé et coulé au sud-ouest de Land's End à la position 49° 19′ N, 10° 23′ O, par des charges de profondeur des frégates britanniques HMS Byron (K508) (en) et HMS Fitzroy (K553) (en).
Les 46 membres d'équipage meurent dans cette attaque.

## Affectations
- 31. Unterseebootsflottille du 18 novembre 1943 au 31 juillet 1944 (Période de formation).
- 8. Unterseebootsflottille du 1er août 1944 au 15 février 1945 (Unité combattante).
- 5. Unterseebootsflottille du 16 février 1945 au 8 avril 1945 (Unité combattante).

## Commandement
- Kapitänleutnant Ernst-Ulrich Blaudow du 18 novembre 1943 au 8 avril 1945.

## Patrouilles
|       | Commandant                  | Départ            | Départ        | Arrivée           | Arrivée       | Jours     | Succès |
| ----- | --------------------------- | ----------------- | ------------- | ----------------- | ------------- | --------- | ------ |
|       | Oblt. Ernst-Ulrich Blaudow  | 21 mai 1944       | Kiel          | 23 mai 1944       | Marviken      | 3 jours   |        |
| 1     | Oblt. Ernst-Ulrich Blaudow  | 8 juin 1944       | Marviken      | 5 juillet 1944    | Bergen        | 28 jours  |        |
|       | Oblt. Ernst-Ulrich Blaudow  | 9 juillet 1944    | Bergen        | 9 juillet 1944    | Stavanger     | 1 jour    |        |
|       | Oblt. Ernst-Ulrich Blaudow  | 28 juillet 1944   | Stavanger     | 1er août 1944     | Kiel          | 5 jours   |        |
|       | Oblt. Ernst-Ulrich Blaudow  | 3 août 1944       | Kiel          | 6 août 1944       | Reval         | 4 jours   |        |
|       | Oblt. Ernst-Ulrich Blaudow  | 7 août 1944       | Reval         | 9 août 1944       | Grand Hotel   | 3 jours   |        |
|       | Oblt. Ernst-Ulrich Blaudow  | 10 août 1944      | Grand Hôtel   | 10 août 1944      | Grand Hotel   | 1 jour    |        |
|       | Oblt. Ernst-Ulrich Blaudow  | 11 août 1944      | Grand Hôtel   | 15 août 1944      | Grand Hotel   | 5 jours   |        |
|       | Oblt. Ernst-Ulrich Blaudow  | 20 août 1944      | Grand Hôtel   | 24 août 1944      | Grand Hotel   | 5 jours   |        |
|       | Oblt. Ernst-Ulrich Blaudow  | 26 août 1944      | Grand Hôtel   | 26 août 1944      | Mira Mare     | 1 jour    |        |
| 2     | Oblt. Ernst-Ulrich Blaudow  | 29 août 1944      | Mira Mare     | 9 septembre 1944  | Reval         | 12 jours  |        |
|       | Oblt. Ernst-Ulrich Blaudow  | 12 septembre 1944 | Reval         | 12 septembre 1944 | Baltisch Port | 1 jour    |        |
| 3     | Oblt. Ernst-Ulrich Blaudow  | 21 septembre 1944 | Baltisch Port | 2 octobre 1944    | Libau         | 12 jours  |        |
| 4     | Kptlt. Ernst-Ulrich Blaudow | 4 octobre 1944    | Libau         | 1er novembre 1944 | Danzig        | 29 jours  |        |
| 5     | Kptlt. Ernst-Ulrich Blaudow | 4 janvier 1945    | Dantzig       | 30 janvier 1945   | Kiel          | 27 jours  |        |
|       | Kptlt. Ernst-Ulrich Blaudow | 5 mars 1945       | Kiel          | 8 mars 1945       | Horten        | 4 jours   |        |
|       | Kptlt. Ernst-Ulrich Blaudow | 10 mars 1945      | Horten        | 11 mars 1945      | Kristiansand  | 2 jours   |        |
| 6     | Kptlt. Ernst-Ulrich Blaudow | 11 mars 1945      | Kristiansand  | 8 avril 1945      | Coulé         | 29 jours  |        |
| Total | Total                       | Total             | Total         | Total             | Total         | 172 jours | 0 t    |

Note : Oblt. = Oberleutnant zur See - Kptlt. = Kapitänleutnant